# Флорианская псалтырь

Лист из Флорианской псалтыри

Флорианская псалтырь (пол. Psałterz Floriański) — псалтырь, относящаяся к концу XIV века. Иногда её также называют Псалтырью Ядвиги; общепринятое название происходит от верхнеавстрийского монастыря святого Флориана, где она была обнаружена. На данный момент находится в Национальной библиотеке в Варшаве. Флорианская псалтырь — один из двух памятников польского языка XIV века (второй — Свентокшиские проповеди).

## История памятника
Это трехъязычное произведение (латынь, польский, немецкий), записанное на 296 пергаментных листах. После каждого латинского стиха помещены его польское и немецкое соответствие. Польский текст носит черты малопольского диалекта, немецкий текст — черты диалекта краковских мещан немецкого происхождения. Памятник был открыт в 1827 году, но в Польшу попал только в 1931 (был куплен польским правительством). Первое издание было напечатано в 1834 году в Вене стараниями польского издателя Станислава Яна Борковского (пол. Stanisław Jan Borkowski). Издание полного текста по-польски приходится на 1939 год (Львов).
С происхождением этого памятника связано много загадок. Многочисленные миниатюры и инициалы говорят о том, что он был предназначен для кого-то из королевской семьи, скорее всего, для женщины из рода Анжу, Маргариты, Марии или Ядвиги. Считается, что псалтырь была написана для королевы Ядвиги.
18 мая 2009 года во время визита в Ватикан Лех Качинский подарил факсимиле «Флорианской псалтыри» папе Бенедикту XVI

## Композиция
Текст состоит из трёх частей:
- первая, псалмы 1-101 (предположительно копия рукописи XIII века)[4]
- вторая, псалмы 102—106
- третья, псалмы 107—150

Первая часть была написана в конце XIV века, а две другие в XV веке.

## Графика памятника
Графика Флорианской псалтыри сложная (для обозначения собственно польских звуков применяются диграфы), однако обозначение мягкости согласных ещё не применяется.

## Издания Флорианской псалтыри
- Psałterz Królowej Małgorzaty, pierwszej małżonki Ludwika I, króla polskiego i węgierskiego, córki króla czeskiego i cesarza Karola IV. Najstarszy dotąd znany pomnik piśmiennictwa polskiego. Wydany staraniem Stanisława hr. Dunina Borkowskiego, Вена (1834);
- Psalterii Florianensis partem polonicam ad fidem codicis recensuit apparatu critico, indice locupletissimo instruxit Vladislaus Nehring, Познань (1883);
- Psałterz Floriański, łacińsko-polsko-niemiecki. Rękopis Biblioteki Narodowej w Warszawie, wydany staraniem Ludwika Bernackiego, Львов (1939) — репринт с изменённым вступлением — Лодзь (2000).